# Heinrich Biesenbach

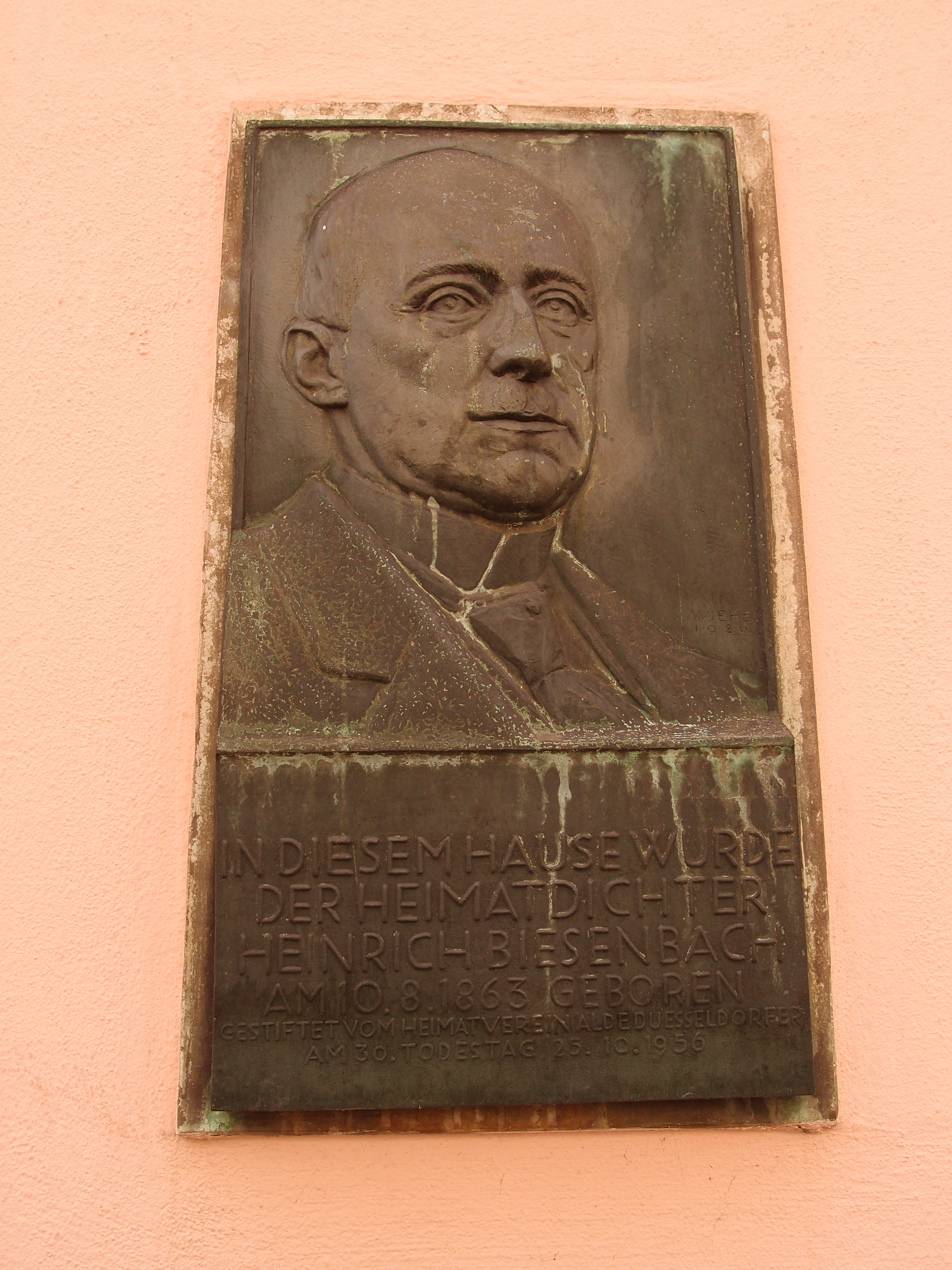
Heinrich Biesenbach, Gedenktafel am Haus Bilkerstraße 5, Düsseldorf

Heinrich Biesenbach (* 10. August 1863 in Düsseldorf; † 24. Oktober 1926 ebenda) war ein deutscher Jurist und Schriftsteller.

## Leben
Heinrich Biesenbach entstammt einer Juristenfamilie. Er studierte Jura und Literaturgeschichte an den Universitäten in München und Bonn und  promovierte an der Universität Leipzig. Er war seit dem Wintersemester 1885/86 Mitglied der Studentenverbindung Akademischer Juristenverein Bonn (heute: AV Rheno-Colonia Köln). Nach seiner juristischen Ausbildung praktizierte er als Rechtsanwalt in Düsseldorf. Daneben verfasste Biesenbach Romane und Erzählungen zu historischen Themen und Gedichte. 

## Werke
- Gedichte, Dresden 1906
- Was der Vater seinen Kindern erzählt, Düsseldorf 1907
- Die Stadt am Meer, Berlin [u. a.] 1909
- Drei-Königen-Spiel, Düsseldorf 1916
- Mars regiert die Stunde, M.Gladbach 1916
- Das Stiftsfräulein von Gerresheim, Düsseldorf 1919
- Des Kanzlers Sohn, Düsseldorf 1921
- Das alte Haus in der Bilker Straße, Düsseldorf 1922
- Hoja Berge romeryke, Düsseldorf 1925
- Der Letzte vom Kloster Brunnen, Meschede i.W. 1931